# Escudo de Eslovaquia
En el escudo de Eslovaquia se define heráldicamente con la siguiente descripción:

De gules, un monte de tres peñas de azur moviente de la punta sumada de una cruz patriarcal de plata.

La cruz doble representa a los dos santos más importantes en el país, Cirilo y Metodio. Las tres colinas son otro de los emblemas del país, representan los montes Tatra, Fatra y Mátra (este último situado actualmente en Hungría).
El escudo de Eslovaquia es muy similar al segundo campo de la partición del escudo de Hungría.

## Evolución histórica

Escudo del Estado Eslovaco (1939-1945).
Escudo de la República Socialista Eslovaca (1960-1990).
Escudo de Eslovaquia en 1993.